# Demokraten pro Liechtenstein
Die Demokraten pro Liechtenstein (DpL) ist eine Partei im Fürstentum Liechtenstein. Sie wurde am 21. September 2018 gegründet.

## Geschichte
Die DpL wurde 2018 von den Landtagsabgeordneten Thomas Rehak, Herbert Elkuch und Erich Hasler gegründet, nachdem gegen Hasler ein Parteiausschlussverfahren aus den Unabhängigen veranlasst worden war und sowohl Rehak als auch Elkuch die Partei verlassen hatten. Damit besass die Partei seit ihrer Gründung 3 der 25 Abgeordneten im Landtag. Bei der Landtagswahl 2021, bei der die Partei erstmals antrat, erhielt sie aus dem Stand 11,1 Prozent, büsste aber einen Sitz im Parlament ein und ist seither mit zwei Abgeordneten vertreten.
Aufgrund ihrer Gründung während der laufenden Legislaturperiode von 2017 bis 2021 wurde ihr seitens des Landtagspräsidiums der Fraktionsname Neue Fraktion zugewiesen. Derzeitiger Fraktionsvorsitzender ist Herbert Elkuch.

## Wahlergebnisse
| Jahr | Stimmen | Anteil | Mandate | Sitze | Platz |
| ---- | ------- | ------ | ------- | ----- | ----- |
| 2021 | 22'456  | 11,1 % | 2/25    | +2    | 4.    |
| 2025 | 48'370  | 23,3 % | 6/25    | +4    | 3.    |